# Chusquea repens
Chusquea repens är en gräsart som beskrevs av Lynn G. Clark och Ximena Londoño. Chusquea repens ingår i släktet Chusquea och familjen gräs. Inga underarter finns listade i Catalogue of Life.